# Ibadan
Ibadan (jorubsky Ìbàdàn) je (po městech Lagos, Kano a Port Harcourt) čtvrtým nejlidnatějším městem v Nigérii a hlavním městem federálního teritoria Oyo. Leží v jihozápadní části země, 128 km na severovýchod od hlavního města Nigérie Lagosu a je významným tranzitním bodem mezi pobřežím a severními oblastmi země. Rozvíjí se de facto jako periferní satelitní sídlo napojené na Lagos.

## Název
Název Ibadanu pochází z polohy na rozhraní mezi tropickým deštným lesem a savanou. Vznikl z jorubštiny a z původního „Eba-Odan“ – „poblíž savany“. Někteří muslimové ale tvrdí, že název je ve skutečnosti arabského původu ze slova عبادة – služba Bohu.

## Poloha a přírodní poměry
Ibadan se rozkládá na jihozápadě země, severně od velkoměsta Lagosu a východně od hranice s Beninem. Asi deset kilometrů na východ se nachází přehrada Asejire. Severně od města leží menší přehrada Eleyele, napájená řekou Alaputa. Řeka Ona a její přítok Ogunpa pramení nedaleko města a tečou na jih. Dominantou města je kopec Mapo.
Podnebí je tropické a typické pro oblast savany. Vyskytují se zde období sucha a období dešťů; druhé uvedené je delší než v jiných částech Nigérie a trvá od března do října, v srpnu ale dojde k mírnému snížení množství srážek. Od listopadu do února je ve období sucha, během kterého Ibadan zažívá typický západoafrický vítr harmattan. Průměrný úhrn srážek zde činí 1420,06 mm a průměrná teplota se pohybuje okolo 26 °C.

## Obyvatelstvo
Z etnického hlediska je obyvatelstvo většinou jorubské národnosti. Zastoupeni jsou rovněž i Hausové a další etnika. Ve městě dochází čas od času k etnickým nepokojům a střetům. Z náboženství jsou zastoupena tradiční africká, dále křesťanství a potom sunnitský islám.

## Historie

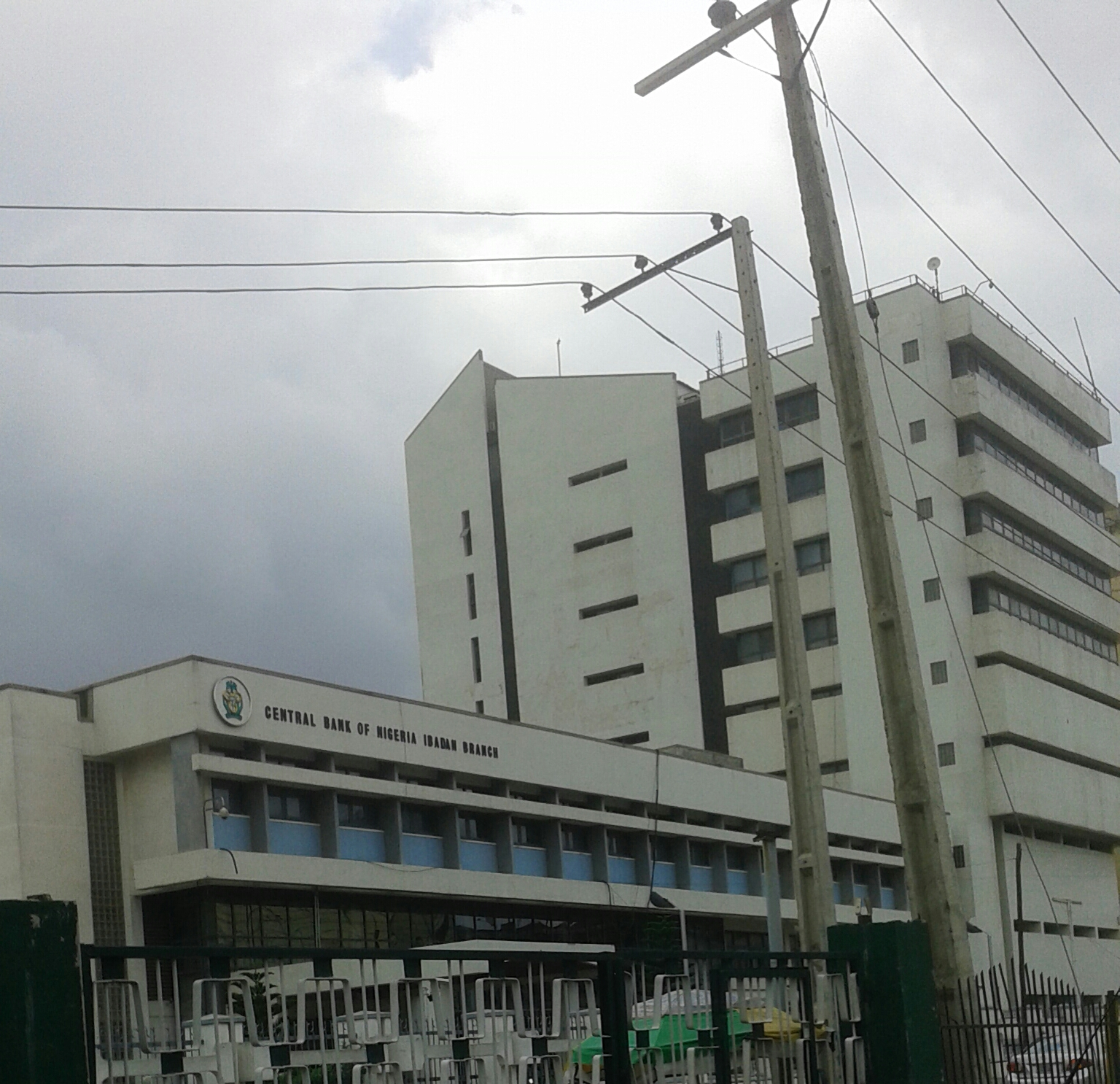
Pobočka nigerijské centrální banky v Ibadanu.

Město bylo založeno roku 1829. Stál zde vojenský tábor. Jako rostoucí město se brzy stal značným sídlem i pro region, který byl osídlen Joruby. Po nájezdech sousedního kmene sem přicházeli uprchlíci.
V roce 1852 zde vznikla misie anglikánské Church Missionary Society. Působil zde pár (David a Anna Hinderovi). K misii později přibyl i kostel a také první škola na území města. V této době zde žilo už na padesát tisíc lidí. Do několika desítek let se objevili v Ibadanu další misionáři, kteří se věnovali také osvětové činnosti. Metodisté se zde etablovali v roce 1891. Při misii Wesleyan Methodist Mission bylo například roku 1905 ustanoveno první gymnázium.
Roku 1893 se stal součástí britské kolonie na základě smlouvy, kterou náčelník Fidžábského kmene z Ibadanu podepsal s úřadujícím britským guvernérem kolonie Lagos. V této době již v Ibadanu, který se etabloval jako regionální centrum obchodu, zvýšil počet obyvatel na hodnotu překračující sto tisíc lidí. Roku 1901 sem byla zavedena železnice.
V druhé dekádě 20. století se zde také začalo rozvíjet zpracování kaučuku. Rostoucí význam křesťanských misií a šíření křesťanství podnítil muslimské obyvatelstvo ze severu Nigérie zde zakládat organizace na šíření islámu. Vznikaly také muslimské náboženské školy.
Až do 50. let 20. století se jednalo o nejlidnatější město země, než jej předstihl Lagos. V roce 1959 byla v Ibadanu založena první nigerijská televizní stanice. Město má také své místo na mapě nigerijské literatury a stalo se centrem hudebního stylu džúdžú. Na počátku 60. let 20. století, kdy Nigérie vyhlásila nezávislost, již bylo z administrativního hlediska město rozděleno na několik samosprávných obvodů.
V sedmdesátých letech 20. století město zasáhl populační boom. Do roku 1980 dosihl počet obyvatel města jednoho milionu. Další urbanizaci podpořil vznik moderní silnice z Lagosu v téže dekádě.
Dne 23. prosince 2001 byl ve svém domě v Ibadanu zastřelen ministr spravedlnosti Bola Ige, který vystupoval proti zavedení práva šaría.
Roku 2015 se město nechvalně proslavilo domem hrůzy, který byl centrem obchodu s lidmi.
V roce 2022 Program OSN pro výzkum lidských sídel řadil Ibadan na 9. místo na světě co do rychlosti růstu.
V roce 2024 zde došlo k neúspěšnému pokusu o převrat jorubských separatistů. Pokus o vyhlášení nezávislého státu ztroskotal. Ačkoliv se povstalcům podařilo obsadit budovu státního sekretariátu, velmi rychle je síly nigerijského vojska vytlačily z dalších úředních budov. Ve městě dochází k různým násilnostem, rozšířené je rovněž žebrání a kriminalita.

## Ekonomika
Ibadan je jedním z hospodářských center země a ekonomické centrum státu Oyo. 
Díky existenci železniční trati a napojení na přístavní město Lagos se zde mohl rozvinout průmysl. Po Lagosu se jedná o druhé největší průmyslové centrum Nigérie (vynecháme-li petrochemický průmysl a na něj napojená města, jako je již zmíněný Port Harcourt). Zastoupen je zde potravinářský průmysl, výroba kosmetiky, výroba léků, zpracování tabáku a výroba cigaret, kůže, nábytku a další. Jíl se těží v okolí města. 

## Kultura a pamětihodnosti
- Mapo Hall, budova místní radnice, která vznikla ve stylu koloniální architektury na vrcholku Mapo Hill. Ibadan má také zoologickou zahradu a je zde i lesní rezervace.

## Školství
Ve městě sídlí Univerzita v Ibadanu. Byla založena roku 1948 jako pobočka University of London, později se oddělila v roce 1962. Rozsáhlý kampus má i vysoká škola Lead City University, který zahrnuje i velký sportovní stadion. 
Působí zde rověnž i Mezinárodní institut tropického zemědělství. 

## Doprava

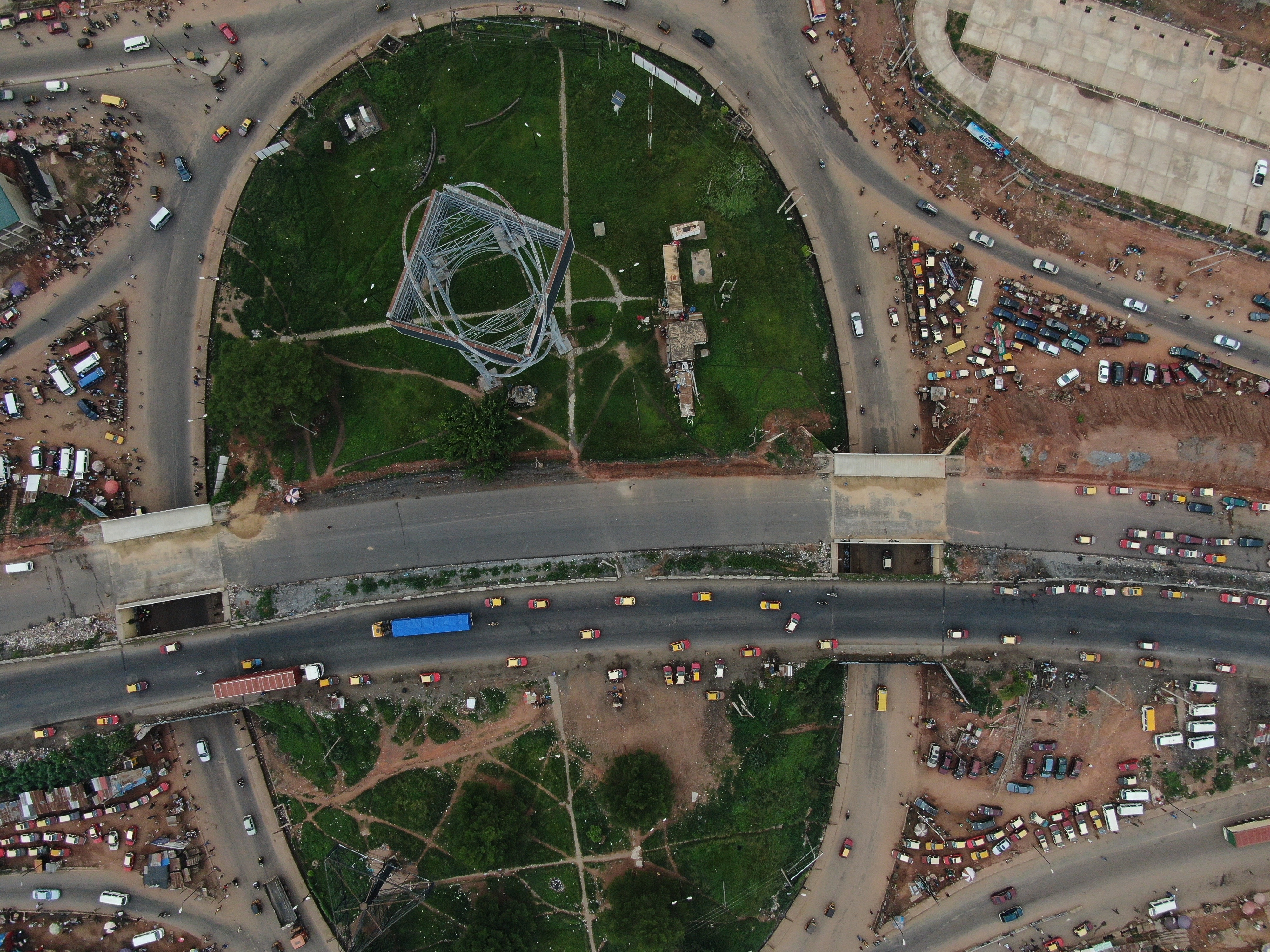
Silnice v Ibadanu.

V roce 2026 má místní letiště zahájit mezinárodní provoz. Do té doby je provoz vnitrostátní. 
Ibadanem rovněž prochází železniční trať, která spojuje města Lagos a Kano. Od roku 2021 je v provozu i moderní vysokorychlostní železnice do Lagosu. Vzniklo také nové nádraží, které je umístěno ale dále od středu města. Trať pomohla vybudovat pro Nigérii Čínská lidová republika. Slouží i pro nákladní dopravu. Blíže k centru je staré nádraží.
Silniční doprava je přetížená a neodpovídá velikosti infrastruktury stejně, jako v řadě jiných měst v Nigérii. Hlavní ulice jsou čtypřoudé, křížení jsou většinou úrovňová. Hlavní tranzitní tah, který vede severo-jižním směrem, obchází centrum města po obchvatu, ten je však rovněž obklopen obytnou zástavbou. Možnosti pro veřejnou dopravu jsou omezené a některé lokality jsou přístupné dobře, jiné velmi nedostatečně.

## Sport

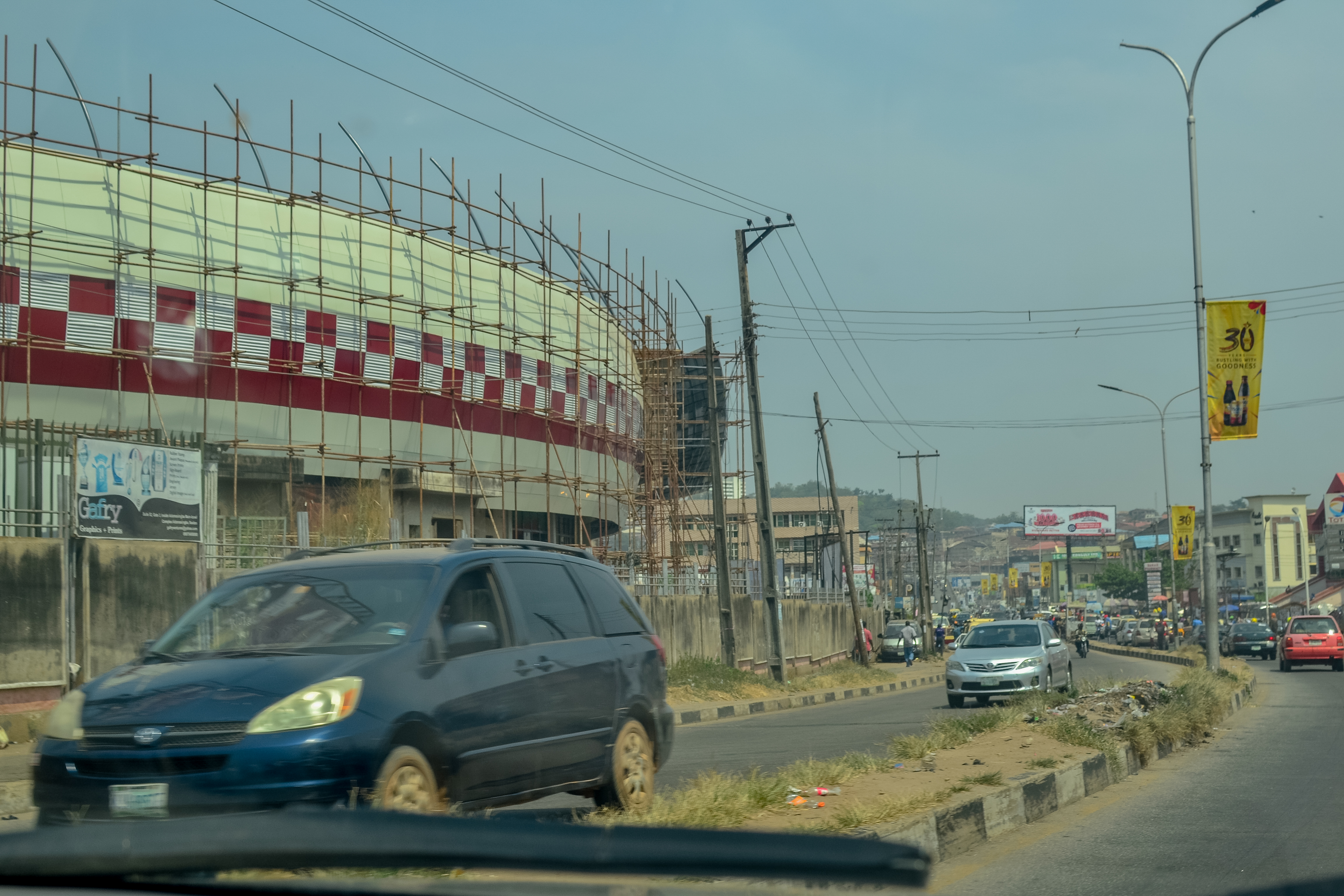
Fotbalový stadion.

V Ibadanu se nachází fotbalový stadion s kapacitou 40 tisíc diváků.

## Zdravotnictví
V severozápadní části města stojí rozsáhlý areál Fakultní nemocnice (anglicky University College Hospital).

## Známé osobnosti
- Humuani Alaga (cca 1900-1993), feministka
- Ebiti Ndok, kandidát v nigerijských prezidentských volbách
- Remi Sonaiya (1955- ), kandidát v nigerijských prezidentských volbách
- Jerome Sydenham (1967- ), americký skladatel
- Helen Epega (1981-), nigerijská zpěvačka
- Wally Adeyemo (1981-), politik
- Funke Opeke, nigerijský podnikatel
- Christine Hamill (1923-1956), britský matematik
- Herbert Wigwe (1966-2024), nigerijský ekonom
- Hugo Weaving (1960-) herec